# Hexikorridoren
Ej att förväxla med Hexi, ett stadsdistrikt i storstadsområdet Tianjin.
Hexikorridoren (kinesiska 河西走廊, pinyin Héxī Zǒuláng) är ett smalt landområde med oaser och städer i Gansuprovinsen i Kina. Den ligger mellan Tibetanska högplatån och Qilianbergen i söder och Kinesiska muren och Gobiöknen i norr och
sträcker sig mer än 100 mil från Dunhuang i nordväst till Lanzhou och Gula floden i sydost . Hexi kan översättas till svenska med "Väster om (Gula) floden". Den historiska handelsleden Sidenvägen passerade genom Hexikorridoren.

## Historik
Under Qindynastin (221-206 f.Kr.) började Kina få kontroll över Hexikorridoren, och efter slaget om Hexikorridoren 121 f.kr. fick Handynastin full kontroll över området genom förlängningen av Kinesiska muren till Dunhuang 111 f.Kr. och med befästa  båda portar vid Yumenguan och Yangguan.. Han-kejsaren Han Wudi (regerade 141-87 f.Kr.) etablerade även fyra prefekturer längs Huxikorridoren: Wuwei, Zhangye, Jiuquan och Dunhuang.
Under Mingdynastin (1368-1644) byggdes  i slutet av 1500-talet Kinesiska muren  stort sett upp från grunden. Den avslutades då i väster med fästningen Jiayupasset, omkring 90 kilometer öster om Dunhuang.

## Turism
Det finns många historiska sevärdheter längs Hexikorridoren. Dessa inkluderar Mogaogrottorna, Yumenguan, Kinesiska muren, Xumishangrottorna och Maijishangrottorna.